# Christian Smekal

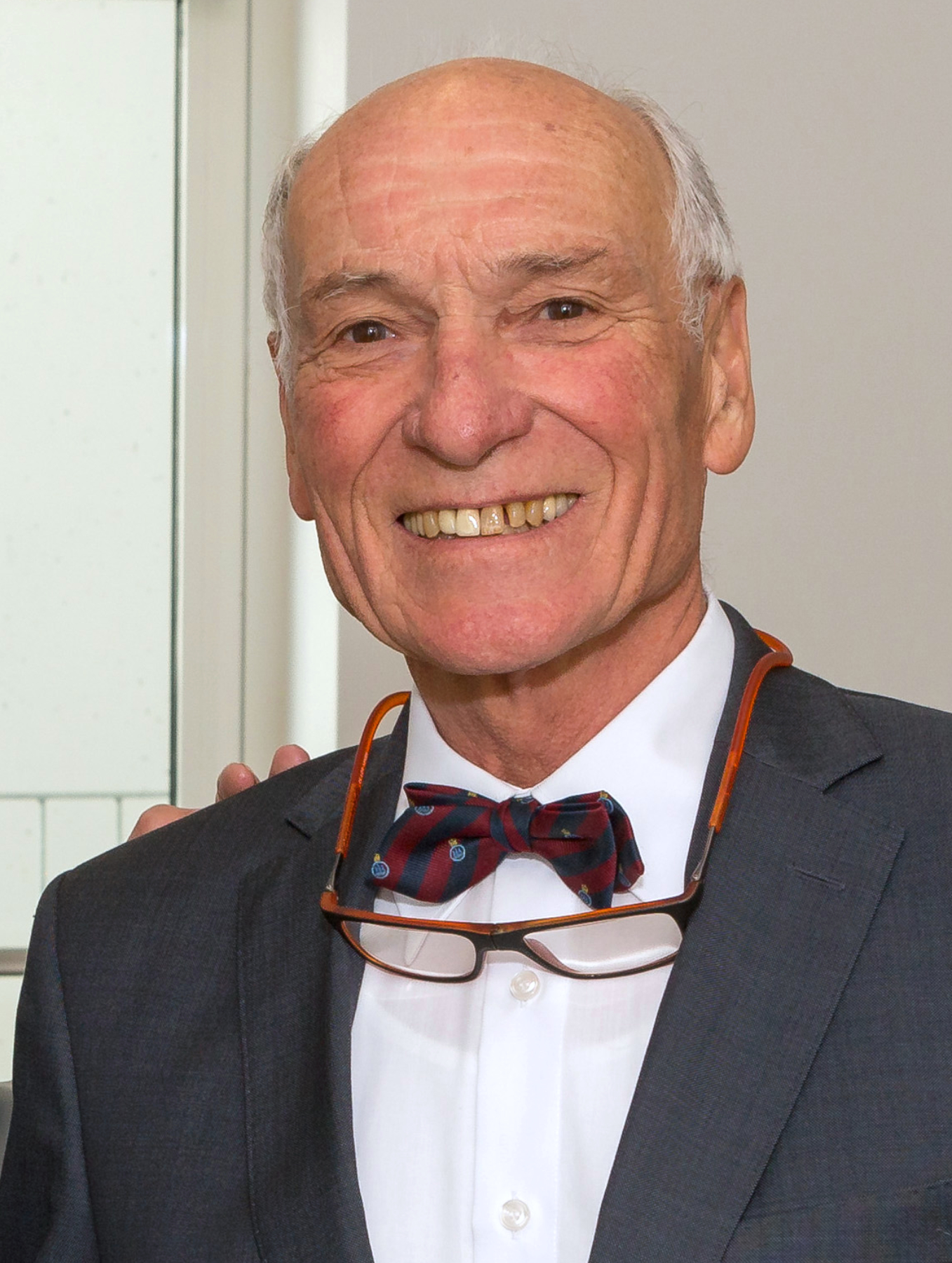
Christian Smekal (2015)

Christian Smekal (* 1937 in Seefeld in Tirol) ist ein österreichischer Finanzwissenschaftler. Von 1995 bis 1999 war er Rektor der Universität Innsbruck.

## Leben
Christian Smekal besuchte das Privatgymnasium Stella Matutina des Jesuitenordens in Feldkirch in Vorarlberg. Anschließend absolvierte er eine kaufmännische Lehre in Hamburg. 1958 begann er an der Universität Innsbruck ein Studium der Wirtschaftswissenschaften, das er 1961 als Diplom-Volkswirt abschloss. 1963 promovierte er zum Dr. rer. oec. Während seines Studiums war er wissenschaftlicher Assistent am Institut für Wirtschaftswissenschaften. 1968 habilitierte er sich mit einer Arbeit über Die Finanzwirtschaft intermediärer Gruppen auf dem Gebiet der Finanzwissenschaft.
1970 wurde er zum außerordentlichen und 1972 zum ordentlichen Professor für Finanzwissenschaft an der Uni Innsbruck berufen, wo er bis zu seiner Emeritierung blieb. Von 1979 bis 1981 fungierte er als Dekan der Sozialwissenschaftlichen Fakultät und von 1995 bis 1999 als Rektor der Universität Innsbruck. Sein Vorgänger und auch Nachfolger als Rektor war der Germanist Hans Moser. Von 2003 bis 2005 war Smekal Vorsitzender des Senates der Universität Innsbruck, 2005 folgte ihm in dieser Funktion Ivo Hajnal nach. Ab 2008 war er Mitglied des Universitätsrats der Universität Innsbruck, zu dessen Vorsitzenden er für die Funktionsperiode März 2013 bis Februar 2018 gewählt wurde.
Christian Smekal war Vorsitzender des Österreichischen Alpenvereins, Mitglied des Tiroler Landessportrates, des Tiroler Landesinstituts und der Raumordnungskonferenz des Landes Tirol sowie stellvertretender Aufsichtsratsvorsitzender der Hypo Tirol Bank. Zudem war er ab 1998 Vizepräsident der Akademie deutsch-italienischer Studien. Zu seinen wissenschaftlichen Schwerpunkten zählen Probleme der Staatsverschuldung, der Steuerreform und des Finanzausgleichs.

## Auszeichnungen
- 1968: Kardinal-Innitzer-Preis
- 1996: Goldenes Ehrenzeichen der Diözese Innsbruck[2]
- 1997: Ehrenzeichen des Landes Tirol[2]
- 1999: Verdienstkreuz der Stadt Innsbruck[5]
- 2018: Ehrenring der Universität Innsbruck[1]

## Publikationen
- 1969: Die Finanzwirtschaft intermediärer Gruppen, Österreichische Kommissionsbuchhandlung, Innsbruck 1969
- 1977: Die Flucht aus dem Budget, Jupiter-Verlag, Wien 1977
- 1979: Folgekosten öffentlicher Investitionen: untersucht an Volksschulen, Hauptschulen, Kindergärten, Alters- und Pflegeheimen der Gemeinden Tirols, gemeinsam mit Erich Thöni und Günther Lehar, Jupiter-Verlag, Wien 1979
- 1982: Kommunale Unternehmungen zwischen Eigenwirtschaftlichkeit und öffentlichem Auftrag, gemeinsam mit Siegbert Morscher, Österreichischer Wirtschaftsverlag, Wien 1982, ISBN 978-3-85212-026-3
- 1982: Finanzierungsprobleme der sozialen Sicherheit, gemeinsam mit Mark Hauser und Winfried Schmähl, Sparkassenverlag, Wien 1982
- 1985: Die längerfristige Entwicklung der öffentlichen Finanzwirtschaft in Österreich im Zeitraum 1950–1983, gemeinsam mit Manfried Gantner, Braumüller-Verlag, Wien 1985, ISBN 978-3-7003-0608-5
- 1987: Beiträge zu ökonomischen Problemen des Föderalismus, gemeinsam mit Guy Kirsch und Horst Zimmermann, Schriften des Vereins für Socialpolitik, Band 166, Duncker und Humblot, Berlin 1987, ISBN 978-3-428-06272-0
- 1989: Arbeitszeitverkürzung im öffentlichen Dienst: Auswirkungen auf das österreichische Bundesbudget, gemeinsam mit Stephan Fickl, Signum-Verlag, Wien 1989, ISBN 978-3-85436-089-6
- 1996: Kammern auf dem Prüfstand: vergleichende Analysen institutioneller Funktionsbedingungen, gemeinsam mit Anton Pelinka, Schriftenreihe des Zentrums für Angewandte Politikforschung, Band 10, Signum-Verlag, Wien 1996, ISBN 978-3-85436-198-5
- 2000: Österreichs Föderalismus zu teuer?, gemeinsam mit Erich Thöni, Institut für Föderalismusforschung, Innsbruck 2000, ISBN 978-3-901965-07-4 k
- 2001: Globalisierung: globalisiertes Wirtschaften und nationale Wirtschaftspolitik, gemeinsam mit Theresia Theurl, Mohr Siebeck, Tübingen 2001, ISBN 978-3-16-147482-8